# Hans Regnell
Hans Torvald Regnell, tidigare Johansson, född  25 maj 1920 i Arvika, död 28 maj 2013 i Nacka, var en svensk handbollsmålvakt och allroundidrottsman.

## Karriär
Hans Regnell var en allround idrottsman som redan på 1930-talet tävlade i skidåkning och backhoppning för Järla IF. Han tävlade också i orientering, även på skidor samt i friidrott för klubben. Han var fotbollsmålvakt för klubben under många år.
Sina främsta meriter vann han dock inom handbollen där han representerade IK Göta, och även spelade landskamper för Sverige. Enligt en källa ska han ha vunnit SM inomhus i handboll men det har aldrig IK Göta gjort, däremot vann de ute-SM 1943. Det blev 13 landskamper för Regnell 1945–1952. Hans Regnell är Stor Grabb. Det var bara utomhuslandskamper han deltog i. Sista landskampen var i ute-VM 1952 mot Spanien. Där var Rune Nilsson ordinarie målvakt och Hans Regnell stod bara en match. Hans Regnell vann VM-guld 1948 och även VM-silver 1952 med svenska landslaget.
Efter den aktiva karriären blev Hans Regnell föreningsledare och satt i Järla IF:s styrelse i nära 50 år varav 33 år som ordförande.

## Klubbar
- Järla IF (skidlöpning, backhoppning, orientering, friidrott, fotboll)
- IK Göta (handboll)

## Meriter
- VM-guld 1948 Världsmästerskapet i utomhushandboll för herrar 1948
- VM-silver 1952 vid Världsmästerskapet i utomhushandboll för herrar 1952